# Bijeli Brijeg-stadion
Bijeli Brijeg-stadion är en fotbollsarena belägen i Mostar i Bosnien och Hercegovina. Arenan byggdes 1958 och har kapacitet för 25 000 åskådare, vilket gör den till landets näst största arena efter Asim Ferhatović Hase-stadion.
Bijeli Briejeg-stadion är hemmaarena för fotbollsklubben HŠK Zrinjski Mostar. Tidigare Bijeli Brieg-stadion hemmaarena för klubben FK Velez Mostar.

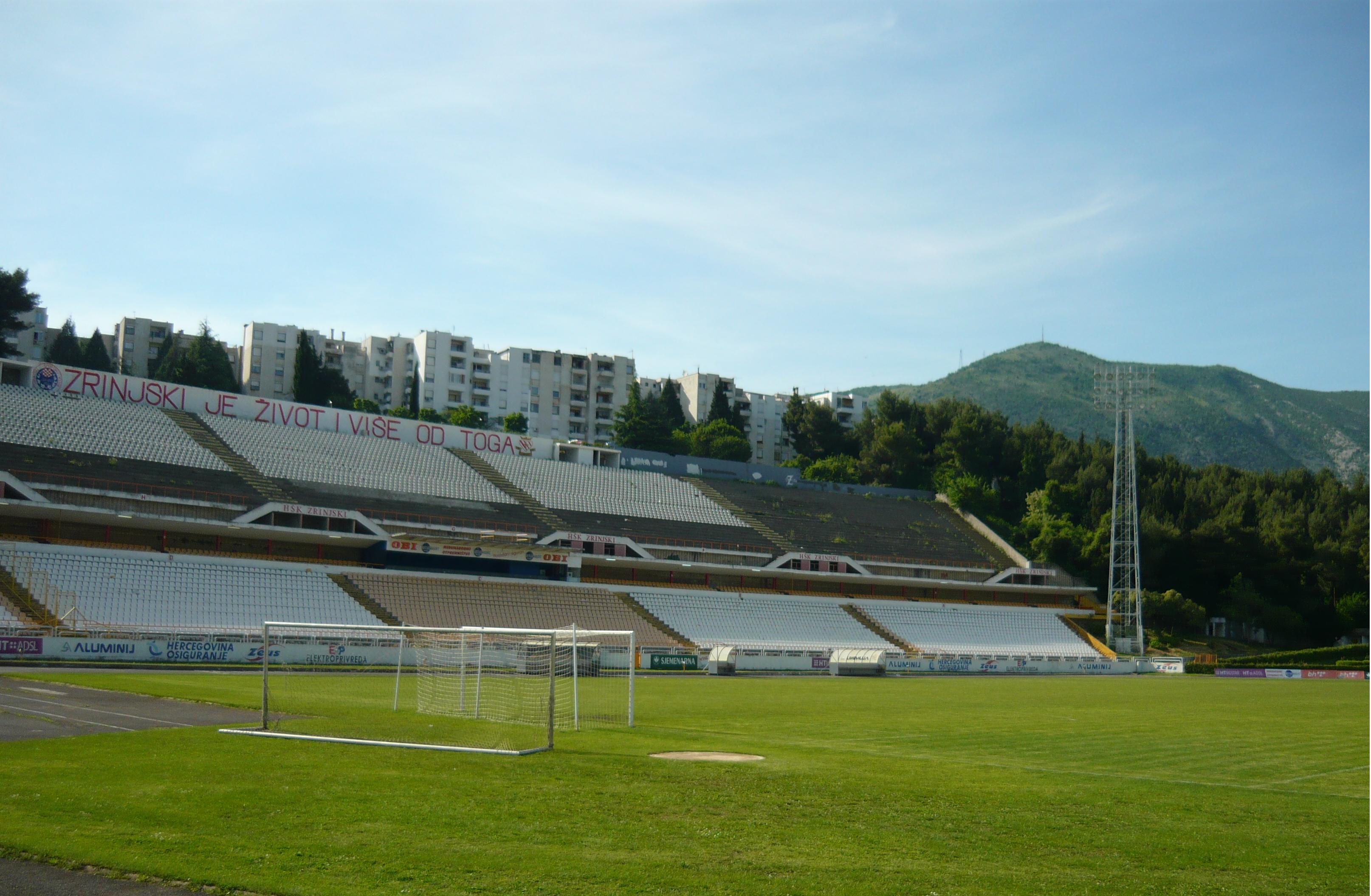
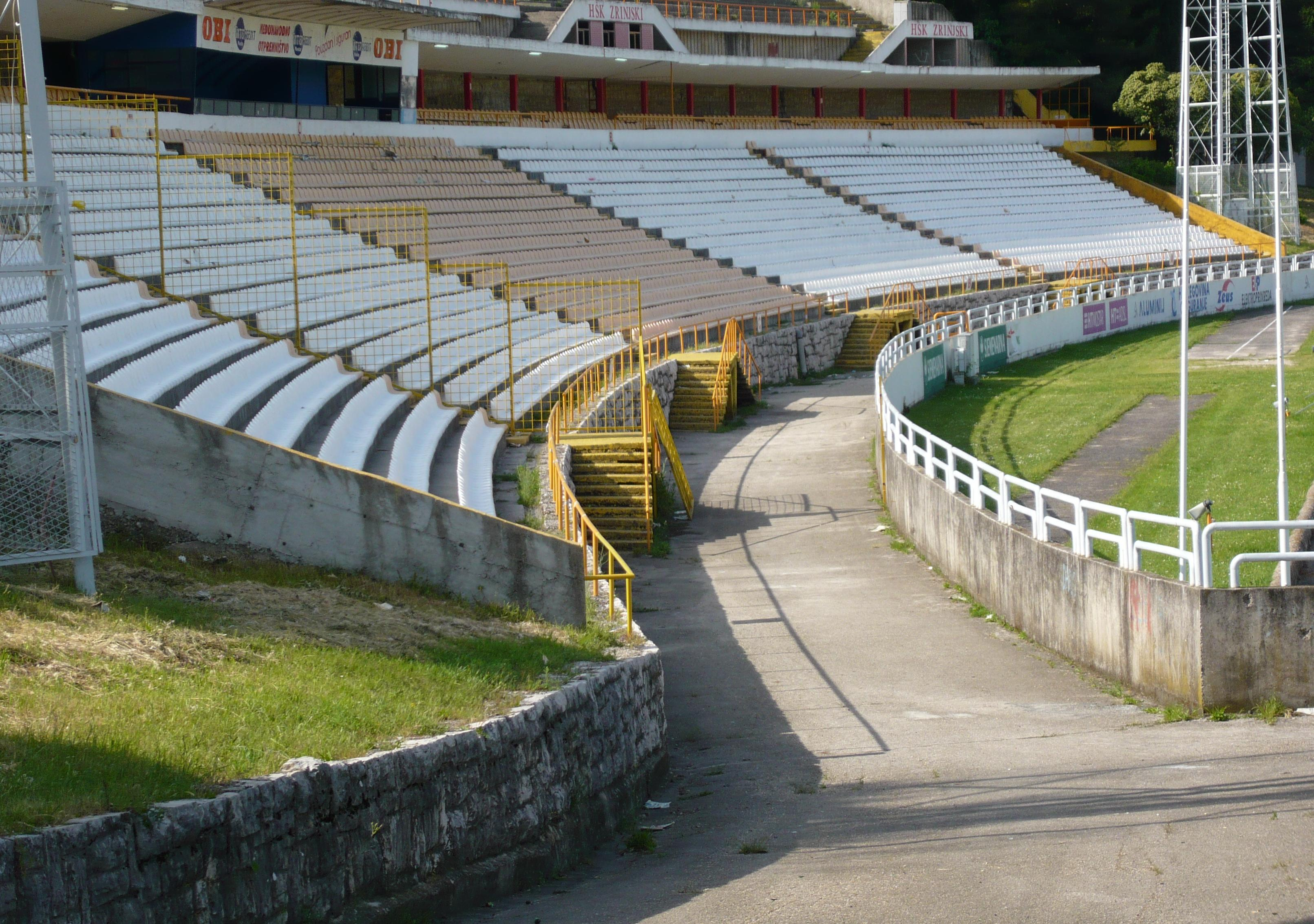
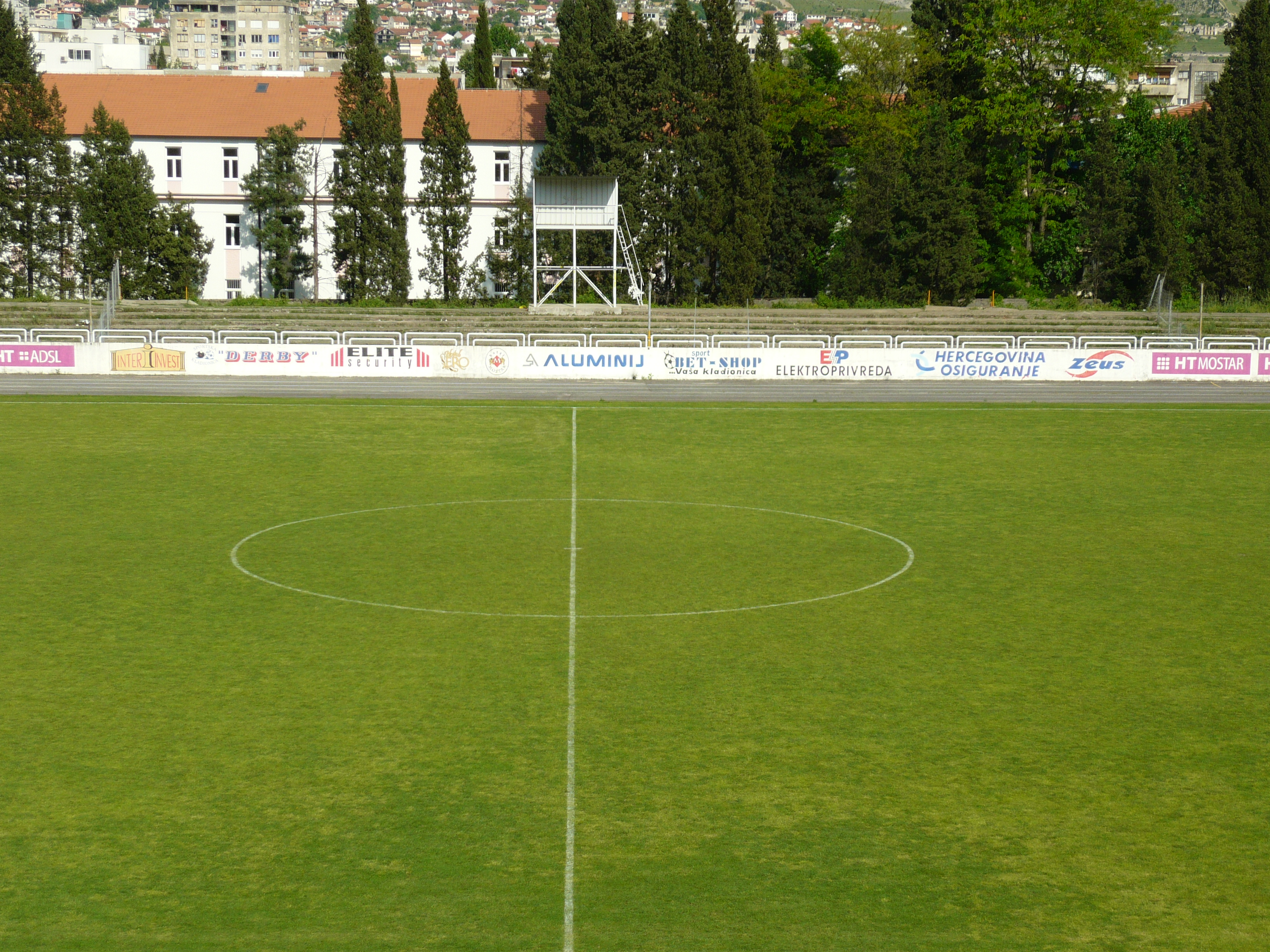
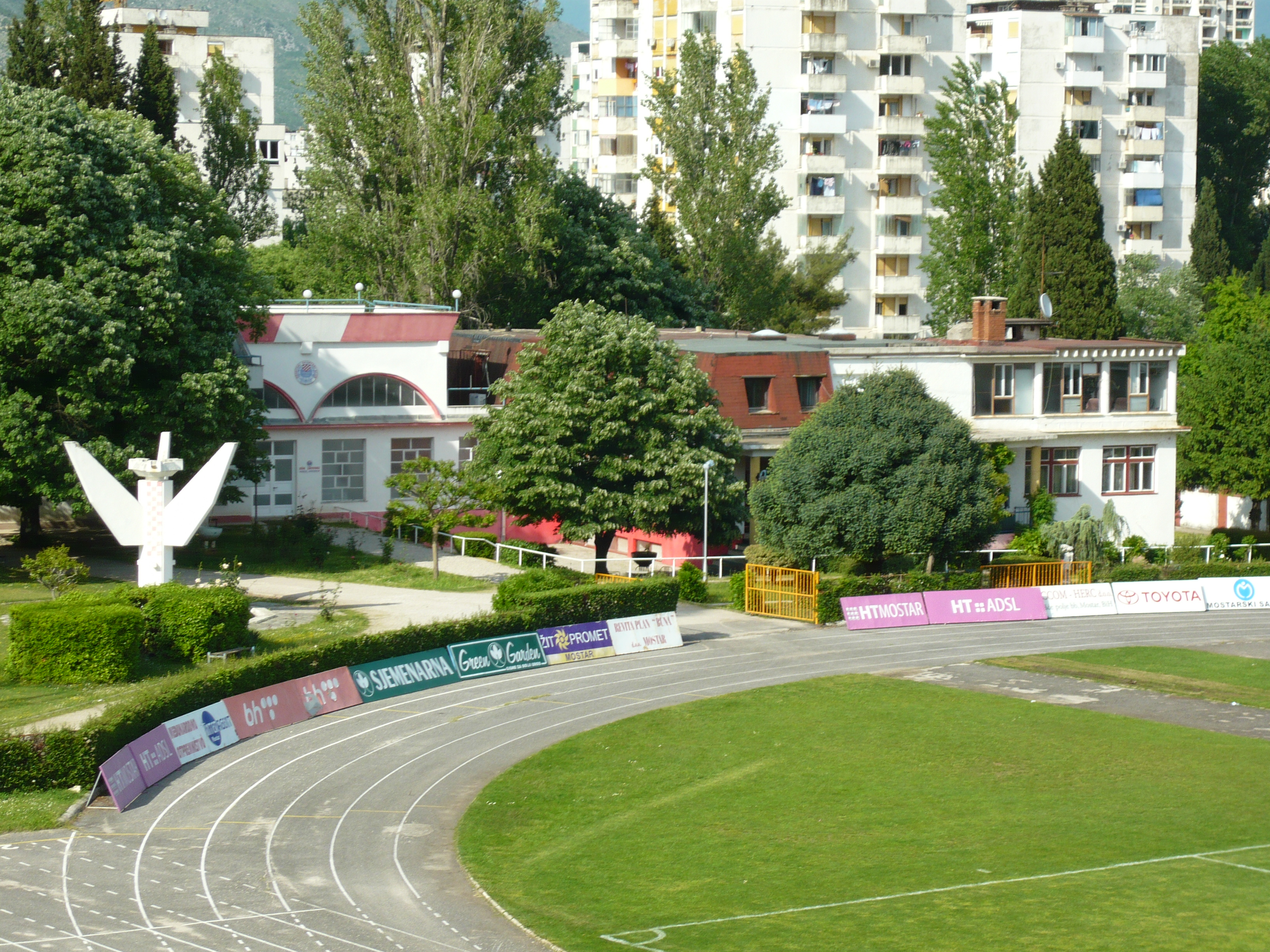